# 교카샤

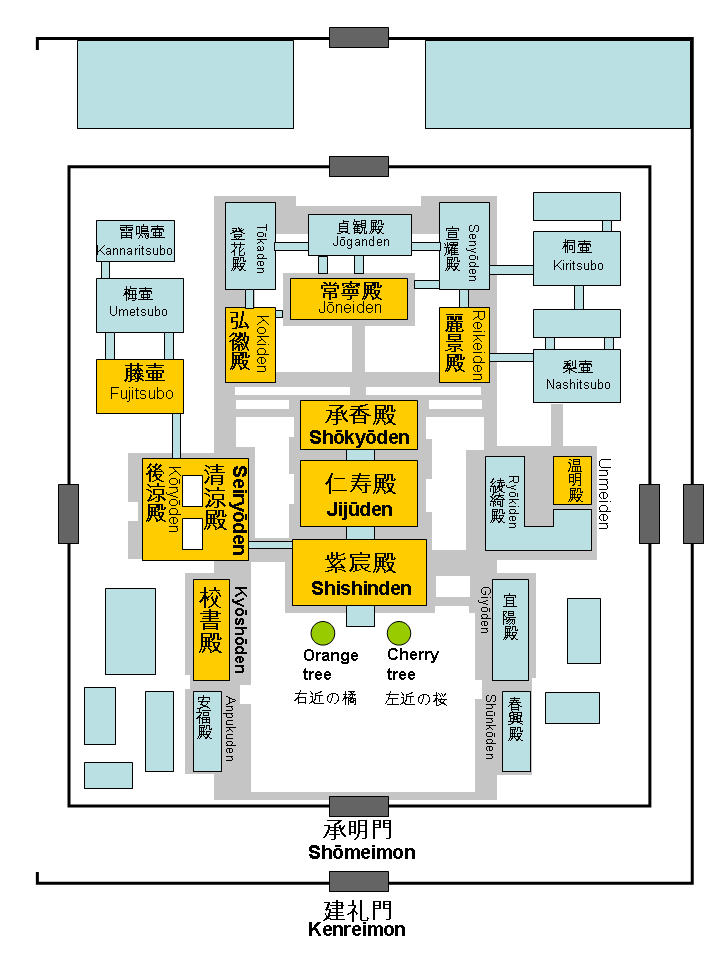

교카샤 (일본어: 凝花舎 ぎょうかしゃ[*])는 헤이안고쇼의 후궁인 칠전오사 중 하나이다. 뇨고 등이 거주한 것 외에, 세이료덴과 가까운 덕에 자주 동궁고쇼나 섭정ㆍ관백의 처소 (사무실)로도 쓰였다.
정원에 홍백 매화가 심어져있었기 때문에, 우메츠보(梅壺)라고도 한다. 세이료덴에서는 북서쪽, 히교샤(후지츠보)의 북쪽, 슈호샤(칸나리노츠보)의 남쪽에 위치해있다.

### 이곳에 거주한 주요 인물
- 히가시산죠인 센시 - 엔유 천황의 뇨고이자 이치조 천황의 생모. 후지와라노 카네이에의 딸
- 후지와라노 세이시 - 고스자쿠 천황의 뇨고. 후지와라노 노리미치의 딸
- 미나모토노 키시 - 고산조 천황의 뇨고. 미나모토노 모토히라의 딸
- 산죠 쇼시 - 고시라카와 천황의 뇨고

또, 『겐지모노가타리』에서도, 레이제이노미카도의 비이자, 사이구노뇨고 (아키코노무 중궁)이 교카샤를 처소로 살고 있는 것이 알려져 있다. 